# Rodriguezia strobelii
Rodriguezia strobelii är en orkidéart som beskrevs av Leslie Andrew Garay. Rodriguezia strobelii ingår i släktet Rodriguezia och familjen orkidéer. Inga underarter finns listade i Catalogue of Life.